# La Chatte métamorphosée en femme (opéra-comique)

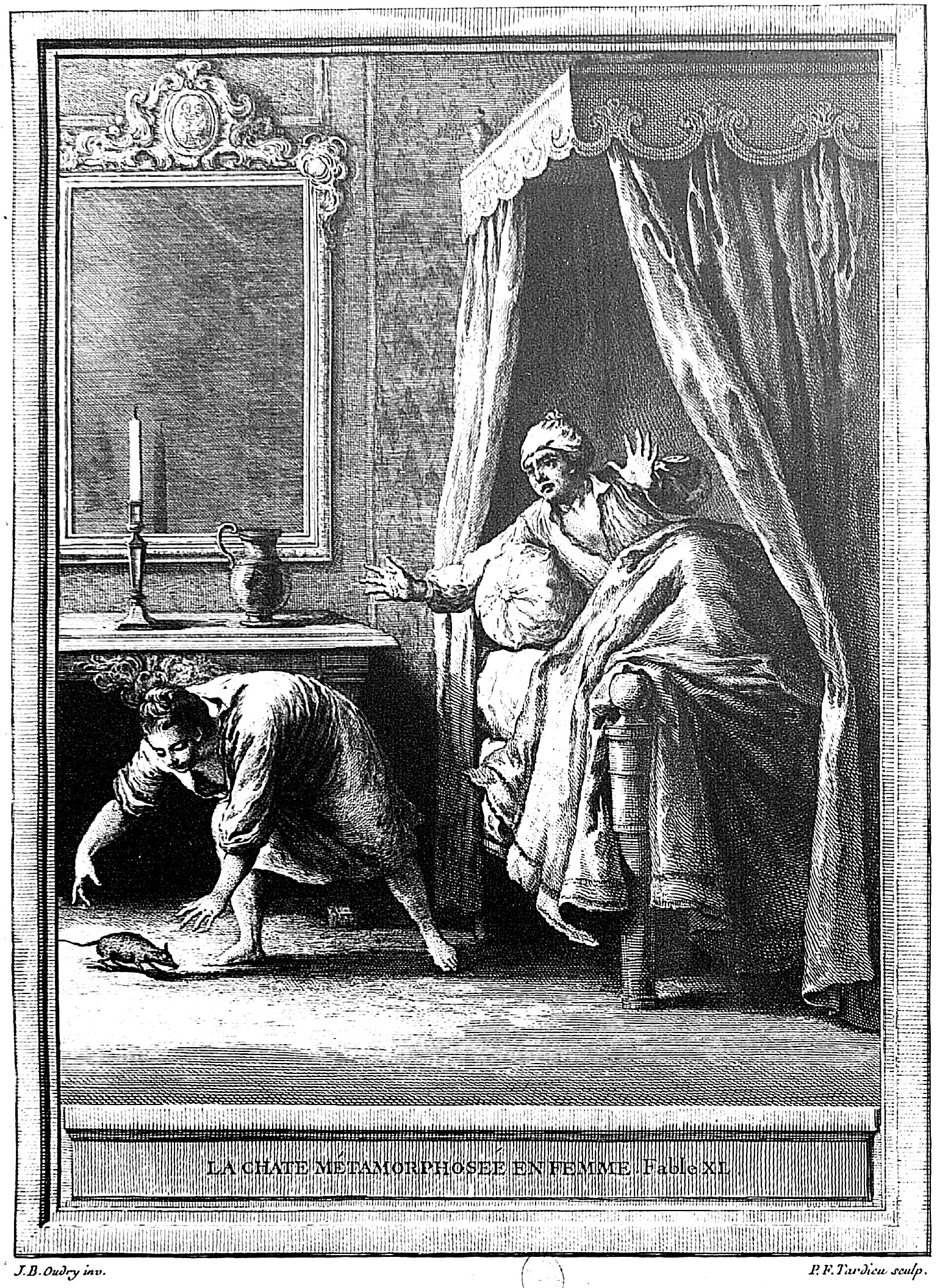
Illustration de La chatte métamorphosée en femme dans La Fontaine, Fables choisies, gravure d’Oudry, Paris, Desaint & Saillant, 1755-1759.

Pour les articles homonymes, voir La Chatte métamorphosée en femme.
La Chatte métamorphosée en femme est un opéra-comique en un acte de 1858 de Jacques Offenbach, sur un livret d’Eugène Scribe et Mélesville.

## Historique
La Chatte métamorphosée en femme a été créée le 19 avril 1858 aux Bouffes-Parisiens. Elle est restée au répertoire un certain temps. Elle a été produite à nouveau au festival de Carpentras en 1986 et plus récemment au Théâtre de Cornouaille à Quimper et à l'Opéra de Rennes, en 2008.

## Titre
Le titre de l'œuvre fait référence à celui d'une fable de La Fontaine, elle-même inspirée de la fable d'Ésope La Chatte et Aphrodite.

## Argument
Le Théâtre représente la chambre de Guido. — Au fond, une alcôve, avec une petite croisée élevée, contre laquelle est un lit de repos, caché par deux rideaux. — À droite de l’acteur, une table, sur laquelle est un coffre de moyenne grandeur. — Au-dessus de la table, une cage accrochée à la muraille. — Deux portes latérales: à gauche, la porte d’entrée ; à droite, celle qui est censée conduire dans une autre chambre. La scène se passe en Souabe à Biberach.
Guido, séduisant célibataire, mais misanthrope, a été abandonné de tous ses amis depuis qu'il n'a plus d'argent, les débiteurs de son défunt père refusant de payer leurs dettes. Il ne lui reste plus que sa chatte angora Minette. Marianne, la bonne, est en train de tricoter et lui demande pourquoi il ne fait pas appel à son oncle, qui est très fortuné, pour rembourser ses dettes. Guido lui interdit de prononcer son nom, car c'est cet oncle qui a ruiné son propre père, et de toute façon il est mort. Marianne lui suggère de demander à l'intendant de son oncle, Schalgg, mais il refuse encore ; alors pourquoi ne pas demander à sa charmante jeune cousine, qui était amoureuse de lui autrefois ? Guido, seul, exprime tout son amour pour sa « pauvre petite Minon ».
C'est alors qu'un étranger vêtu à l'indienne se présente; il s'agit de Dig-Dig. Il explique à Guido que son père était en affaires avec des marchands indiens et lui donne une bourse contenant cent florins qui étaient dus à son père. Guido prend la bourse et la met dans une boîte. Dig-Dig affirme venir de Kandahar et déclare qu'il a visité la France et Paris, où il a enseigné la danse indienne, l'astronomie, l'escamotage et la transmutation des âmes, et que lui même a vécu vingt ans sous la forme d'une girafe. Dig-Dig affirme ensuite à Guido que sa chatte est une belle jeune fille qui a été transformée en chatte, et que si Guido lui donne deux cents florins il pourra redonner sa vraie apparence à la jeune fille grâce à une amulette. Après qu'il a invoqué Brahma, le rideau s'ouvre, laissant apparaître à la place de la chatte Minette une ravissante jeune fille vêtue de blanc, étendue sur le divan. Guido est stupéfait lorsque la jeune fille se présente à lui.
Marianne revient dans la pièce et annonce que, pour acheter la nourriture du dîner, elle s'est résolue à vendre la chatte à la femme du gouverneur pour son fils, qui aime beaucoup les chats; mais elle est fort étonnée de voir une femme dans le salon de Guido. Il s'empresse de lui dire qu'il s'agit de la fille d'un vieil ami de son père qui vient juste d'arriver d'Angleterre. Guido ajoute que le fils du gouverneur n'a qu'à venir prendre la chatte s'il la reconnaît...La nouvelle Minette commence à se comporter de manière de plus en plus féline...
Guido est ennuyé de cette façon de faire, ils se querellent et elle fait semblant de se jeter par la fenêtre – Guido se précipite dans la rue. Marianne n'en peut plus de tout ce remue-ménage et menace de partir après avoir vu la vraie chatte cachée dans un tiroir de la commode. Guido demande où elle est, Minette répond « je suis là » et fait mine de s'enfuir. Guido ordonne à Marianne de lui interdire de partir, mais la bonne fait semblant d'être frappée de surdité.
Dig-Dig fait son entrée, mais lui aussi est frappé de surdité. Guido prend alors l'amulette, mais une chatte blanche s'échappe de la boîte. Marianne et Dig-Dig lui disent alors toute la vérité : Dig-Dig est l'intendant de l'oncle de Guido, tandis que Minette est sa cousine. Se rendant compte de ses propres sentiments, Guido cède, et tout se termine par un chœur final, puis le rideau tombe sur les sons de « Miaou ! ».

## Distribution de la création
| Rôle                                 | Type de voix  | Création, 19 avril 1858 (chef d'orchestre : Jacques Offenbach) |
| ------------------------------------ | ------------- | -------------------------------------------------------------- |
| Guido, fils d’un marchand de Trieste | ténor         | Tayau                                                          |
| Marianne, veuve, sa bonne            | mezzo-soprano | Marguerite Macé                                                |
| Minette, le chat de Guido            | soprano       | Lise Tautin                                                    |
| Dig-Dig                              | baryton       | Désiré                                                         |